# Società Sportiva Calcio Napoli 1988-1989
Questa voce raccoglie le informazioni riguardanti la Società Sportiva Calcio Napoli nelle competizioni ufficiali della stagione 1988-1989.

## Stagione
Nella stagione 1988-1989, che ha visto il campionato di calcio tornare da 16 a 18 squadre, il Napoli, alla cui rosa si è aggiunto il centrocampista brasiliano Alemão dall'Atletico Madrid, si è classificato anche quest'anno al secondo posto con 47 punti, ma nettamente staccato dai campioni d'Italia dell'Inter di Giovanni Trapattoni. Sempre allenati da Ottavio Bianchi, gli azzurri hanno disputato ancora un buon campionato in cui mettono a referto 18 vittorie, alcune in goleada come l'8-2 contro il Pescara, il 3-5 a Torino con la Juventus e il 4-1 contro il Milan detentore della Coppa dei Campioni.
Ma questa stagione è rimasta agli annali del calcio napoletano per aver messo in bacheca la prima coppa europea nella storia del club, la Coppa UEFA. Gli azzurri hanno battuto in sequenza i greci del PAOK nel primo turno, il Lokomotive Lipsia della Germania Est ai sedicesimi, superando per 0-1 in trasferta i francesi del Bordeaux agli ottavi, battendo in rimonta la Juventus ai quarti (andata persa 2-0 e ritorno vinto per 3-0 dopo i supplementari) e sconfiggendo il Bayern Monaco della Germania Ovest con un 2-0 in casa e un 2-2 in Germania, affrontando così in finale un'altra tedesca occidentale, lo Stoccarda, con la vittoria per 2-1 in casa e il pareggio per 3-3 in trasferta che resero certa la vittoria della coppa.
Oltre al secondo posto in campionato, c'è stato anche il raggiungimento della finale di Coppa Italia, dopo un percorso fin lì impeccabile. Nella prima fase di qualificazione, disputatasi nel precampionato, il Napoli ha vinto il proprio girone; ha poi primeggiato anche nel girone della seconda fase, quindi nella fase a eliminazione diretta ha superato l'Ascoli ai quarti di finale e il Pisa in semifinale, dovendo tuttavia soccombere in finale alla Sampdoria di Vialli e Mancini, campione uscente, vanificando la vittoria 1-0 dell'andata con la netta sconfitta 4-0 del ritorno.
Alcuni numeri riassumono il tasso tecnico di questa stagione partenopea: Careca è stato il miglior marcatore con 27 reti, Andrea Carnevale ne ha messe a segno 20 e non è mancato l'apporto di Maradona con 19 centri.

## Divise e sponsor
Lo sponsor tecnico per la stagione 1988-1989 fu Ennerre, mentre lo sponsor ufficiale fu Mars. La maglia sarà lievemente modificata a stagione quasi ultimata (font e colorazione dello sponsor differente), portando al debutto la divisa dell'anno successivo.
| Casa | Trasferta | Terza divisa |

## Rosa

Maradona e Ferlaino con la Coppa UEFA 1988-1989

| N. |                   | Ruolo | Calciatore          |
| -- | ----------------- | ----- | ------------------- |
|    | Italia (bandiera) | P     | Raffaele Di Fusco   |
|    | Italia (bandiera) | P     | Giuliano Giuliani   |
|    | Italia (bandiera) | P     | Mirco Marinelli     |
|    | Italia (bandiera) | D     | Tebaldo Bigliardi   |
|    | Italia (bandiera) | D     | Antonio Carannante  |
|    | Italia (bandiera) | D     | Giancarlo Corradini |
|    | Italia (bandiera) | D     | Giovanni Di Rocco   |
|    | Italia (bandiera) | D     | Ciro Ferrara        |
|    | Italia (bandiera) | D     | Massimo Filardi     |
|    | Italia (bandiera) | D     | Giovanni Francini   |
|    | Italia (bandiera) | D     | Cosimo Portaluri    |
|    | Italia (bandiera) | D     | Alessandro Renica   |

| N. |                      | Ruolo | Calciatore                        |
| -- | -------------------- | ----- | --------------------------------- |
|    | Brasile (bandiera)   | C     | Alemão                            |
|    | Italia (bandiera)    | C     | Antonio Bucciarelli               |
|    | Italia (bandiera)    | C     | Massimo Crippa                    |
|    | Italia (bandiera)    | C     | Fernando De Napoli                |
|    | Italia (bandiera)    | C     | Luca Fusi                         |
|    | Italia (bandiera)    | C     | Francesco Romano                  |
|    | Italia (bandiera)    | A     | Maurizio Neri                     |
|    | Brasile (bandiera)   | A     | Careca                            |
|    | Italia (bandiera)    | A     | Andrea Carnevale                  |
|    | Italia (bandiera)    | A     | Marco Ferrante                    |
|    | Italia (bandiera)    | A     | Simone Giacchetta                 |
|    | Argentina (bandiera) | A     | Diego Armando Maradona (capitano) |

## Calciomercato
| Acquisti | Acquisti            | Acquisti        | Acquisti     |
| R.       | Nome                | da              | Modalità     |
| -------- | ------------------- | --------------- | ------------ |
| C        | Massimo Crippa      | Torino          | definitivo   |
| C        | Alemão              | Atlético Madrid | definitivo   |
| D        | Giancarlo Corradini | Torino          | definitivo   |
| P        | Giuliano Giuliani   | Verona          | definitivo   |
| C        | Luca Fusi           | Sampdoria       | comproprietà |
| A        | Simone Giacchetta   | Civitanovese    | definitivo   |
| A        | Maurizio Neri       | Ancona          | definitivo   |

| Cessioni | Cessioni           | Cessioni | Cessioni   |
| R.       | Nome               | a        | Modalità   |
| -------- | ------------------ | -------- | ---------- |
| C        | Salvatore Bagni    | Avellino | definitivo |
| P        | Claudio Garella    | Udinese  | definitivo |
| D        | Moreno Ferrario    | Roma     | prestito   |
| A        | Bruno Giordano     | Ascoli   | prestito   |
| C        | Paolo Miano        | Pescara  | definitivo |
| C        | Luciano Sola       | Padova   | definitivo |
| D        | Rosario Pergolizzi | Reggina  | prestito   |

## Risultati

### Serie A

#### Girone di andata
| Arbitro: | Coppetelli (Tivoli) |

|                |           |  |
| Giacchetta 90’ | Marcatori |  |

| Arbitro: | Baldas (Trieste) |

|            |           |  |
| Baroni 10’ | Marcatori |  |

| Arbitro: | Amendolia (Messina) |

|                                                                    |           |                                       |
| Careca 3’, 60’ Carnevale 7’, 51’, 53’ Maradona 36’, 84’ Alemão 39’ | Marcatori | 59’ (rig.) Gasperini 65’ (rig.) Edmar |

| Arbitro: | Lo Bello (Siracusa) |

|  |           |               |
|  | Marcatori | 15’ Carnevale |

| Arbitro: | Frigerio (Milano) |

|               |           |             |
| Carnevale 28’ | Marcatori | 66’ Rizzolo |

| Arbitro: | Lanese (Messina) |

|                                              |           |                                                     |
| Galia 48’ Zavarov 55’ De Agostini 77’ (rig.) | Marcatori | 3’ Carnevale 30’, 44’, 58’ Careca 85’ (rig.) Renica |

| Arbitro: | Agnolin (Bassano del Grappa) |

|                                           |           |                   |
| Maradona 42’ Careca 45’, 78’ Francini 48’ | Marcatori | 65’ (rig.) Virdis |

| Arbitro: | Pairetto (Torino) |

|                                |           |  |
| Maradona 30’ (rig.) Careca 76’ | Marcatori |  |

| Arbitro: | Baldas (Trieste) |

|  |           |            |
|  | Marcatori | 53’ Crippa |

| Arbitro: | Amendolia (Messina) |

|                              |           |                  |
| Careca 26’ Maradona 53’, 75’ | Marcatori | 79’ (rig.) Demol |

| Arbitro: | Agnolin (Bassano del Grappa) |

|            |           |  |
| Völler 87’ | Marcatori |  |

| Arbitro: | Lanese (Messina) |

|  |           |            |
|  | Marcatori | 30’ Careca |

| Napoli 15 gennaio 1989 13ª giornata | Napoli              | 0 – 0 referto | Inter | Stadio San Paolo (82 989 spett.)\| Arbitro: \| Lo Bello (Siracusa) \| |
| Arbitro:                            | Lo Bello (Siracusa) |               |       |                                                                       |

| Genova 22 gennaio 1989 14ª giornata | Sampdoria         | 0 – 0 referto | Napoli | Stadio Luigi Ferraris (55 255 spett.)\| Arbitro: \| Pairetto (Torino) \| |
| Arbitro:                            | Pairetto (Torino) |               |        |                                                                          |

| Arbitro: | Amendolia (Messina) |

|                                        |           |              |
| Careca 1’ Maradona 34’, 77’ Crippa 81’ | Marcatori | 9’ Cvetkovic |

| Arbitro: | Agnolin (Bassano del Grappa) |

|  |           |               |
|  | Marcatori | 32’ Carnevale |

| Arbitro: | Fabricatore (Roma) |

|                                   |           |                             |
| Careca 11’ Neri 63’ Carnevale 82’ | Marcatori | 33’ Corneliusson 43’ Simone |

#### Girone di ritorno
| Arbitro: | Pairetto (Torino) |

|                     |           |              |
| Nicolini 60’ (rig.) | Marcatori | 40’ Maradona |

| Arbitro: | Luci (Firenze) |

|                                            |           |  |
| Carnevale 3’, 47’ De Napoli 21’ Alemão 66’ | Marcatori |  |

| Pescara 5 marzo 1989 20ª giornata | Pescara       | 0 – 0 referto | Napoli | Stadio Adriatico (26 475 spett.)\| Arbitro: \| Longhi (Roma) \| |
| Arbitro:                          | Longhi (Roma) |               |        |                                                                 |

| Arbitro: | Di Cola (Avezzano) |

|                  |           |  |
| Chiti 80’ (aut.) | Marcatori |  |

| Arbitro: | Lanese (Messina) |

|                |           |          |
| Ruben Sosa 31’ | Marcatori | 19’ Neri |

| Arbitro: | Agnolin (Bassano del Grappa) |

|                         |           |                                           |
| De Napoli 5’ Careca 49’ | Marcatori | 8’ Napoli 31’, 61’ Buso 90’ (rig.) Magrin |

| Milano 9 aprile 1989 24ª giornata | Milan             | 0 – 0 referto | Napoli | Stadio Giuseppe Meazza (73 057 spett.)\| Arbitro: \| Pairetto (Torino) \| |
| Arbitro:                          | Pairetto (Torino) |               |        |                                                                           |

| Arbitro: | Lo Bello (Siracusa) |

|                |           |                               |
| Pellegrini 45’ | Marcatori | 25’ Careca 53’, 70’ Carnevale |

| Arbitro: | Cornieti (Forlì) |

|            |           |  |
| Alemão 19’ | Marcatori |  |

| Arbitro: | Paparesta (Bari) |

|             |           |            |
| Lorenzo 22’ | Marcatori | 25’ Careca |

| Arbitro: | Lo Bello (Siracusa) |

|            |           |            |
| Careca 58’ | Marcatori | 74’ Völler |

| Arbitro: | Sguizzato (Verona) |

|                                                |           |                    |
| Carnevale 3’ Romano 22’ Careca 40’, 48’ (rig.) | Marcatori | 52’ (rig.) Cravero |

| Arbitro: | Agnolin (Bassano del Grappa) |

|                              |           |            |
| Fusi 49’ (aut.) Matthaus 83’ | Marcatori | 36’ Careca |

| Arbitro: | Cornieti (Forlì) |

|                |           |            |
| Carannante 40’ | Marcatori | 75’ Cerezo |

| Arbitro: | Luci (Firenze) |

|                                   |           |  |
| Cvetkovic 17’ Giordano 24’ (rig.) | Marcatori |  |

| Napoli 18 giugno 1989 33ª giornata | Napoli               | 0 – 0 referto | Pisa | Stadio San Paolo (54 807 spett.)\| Arbitro: \| Trentalange (Torino) \| |
| Arbitro:                           | Trentalange (Torino) |               |      |                                                                        |

| Arbitro: | Stafoggia (Pesaro) |

|  |           |                   |
|  | Marcatori | 36’ (rig.) Renica |

### Coppa Italia

#### Prima fase 7º girone
| Arbitro: | Nicchi (Arezzo) |

|                      |           |                                 |
| Ceccaroni 76’ (rig.) | Marcatori | 73’ Francini 80’, 83’ Carnevale |

| Arbitro: | Magni (Bergamo) |

|                            |           |  |
| Armenise 29’ Maiellaro 84’ | Marcatori |  |

| Arbitro: | F. Baldas (Trieste) |

|  |           |                                |
|  | Marcatori | 25’ (aut.) Salvioni 68’ Romano |

| Arbitro: | Frigerio (Milano) |

|                                    |           |  |
| Renica 37’ Alemão 45’ Maradona 73’ | Marcatori |  |

| Arbitro: | Pairetto (Torino) |

|              |           |  |
| Maradona 81’ | Marcatori |  |

#### Seconda fase 2º girone
| Arbitro: | Longhi (Roma) |

|              |           |              |
| Paciocco 29’ | Marcatori | 42’ Maradona |

| Arbitro: | Lo Bello (Siracusa) |

|                             |           |  |
| Carannante 28’ Maradona 58’ | Marcatori |  |

| Arbitro: | Pairetto (Torino) |

|  |           |                                                    |
|  | Marcatori | 29’ (rig.), 66’ Maradona 37’ Careca 73’ Carannante |

#### Fase finale
| Arbitro: | Di Cola (Avezzano) |

|                                   |           |  |
| Corradini 50’ Neri 52’ Careca 71’ | Marcatori |  |

| Arbitro: | Fabricatore (Roma) |

|                                  |           |               |
| Giordano 7’ (rig.), 42’ Gori 47’ | Marcatori | 20’ Carnevale |

| Arbitro: | Lo Bello (Siracusa) |

|  |           |                            |
|  | Marcatori | 35’ Carnevale 69’ Maradona |

| Arbitro: | Sguizzato (Verona) |

|            |           |  |
| Romano 13’ | Marcatori |  |

| Arbitro: | Lanese (Messina) |

|            |           |  |
| Renica 55’ | Marcatori |  |

| Arbitro: | Lo Bello (Siracusa) |

|                                                         |           |  |
| Vialli 32’ Cerezo 38’ Vierchowod 47’ Mancini 59’ (rig.) | Marcatori |  |

### Coppa UEFA

#### Fase eliminatoria
| Arbitro: | Schmidhuber |

|                     |           |  |
| Maradona 55’ (rig.) | Marcatori |  |

| Arbitro: | Brummeier |

|               |           |            |
| Skartados 61’ | Marcatori | 17’ Careca |

| Arbitro: | Ponnet |

|                |           |              |
| Zimmerling 67’ | Marcatori | 72’ Francini |

| Arbitro: | Sandoz |

|                               |           |  |
| Francini 2’ Scholz (aut.) 54’ | Marcatori |  |

| Arbitro: | Tritschler |

|  |           |              |
|  | Marcatori | 5’ Carnevale |

| Napoli 7 dicembre 1988, ore 20:30 CET Ottavi - Ritorno | Napoli  | 0 – 0 | Bordeaux | Stadio San Paolo\| Arbitro: \| Midgley \| |
| Arbitro:                                               | Midgley |       |          |                                           |

| Arbitro: | Couttney |

|                               |           |  |
| Bruno 5’ Corradini (aut.) 45’ | Marcatori |  |

| Arbitro: | Kirschen |

|                                               |           |  |
| Maradona (rig.) 10’ Carnevale 45’ Renica 119’ | Marcatori |  |

| Arbitro: | Vautrot |

|                          |           |  |
| Careca 40’ Carnevale 59’ | Marcatori |  |

| Arbitro: | Syme |

|                          |           |                 |
| Wohlfarth 63’ Reuter 81’ | Marcatori | 61’, 76’ Careca |

| Arbitro: | Germanakos |

|                                |           |             |
| Maradona (rig.) 60’ Careca 87’ | Marcatori | 17’ Gaudino |

| Arbitro: | Sánchez |

|                                                 |           |                                   |
| Klinsmann 27’ De Napoli 70’ (aut.) Schmäler 89’ | Marcatori | 18’ Alemão 39’ Ferrara 62’ Careca |

## Statistiche

### Statistiche di squadra
| Competizione | Punti | In casa | In casa | In casa | In casa | In casa | In casa | In trasferta | In trasferta | In trasferta | In trasferta | In trasferta | In trasferta | Totale | Totale | Totale | Totale | Totale | Totale | DR  |
| Competizione | Punti | G       | V       | N       | P       | Gf      | Gs      | G            | V            | N            | P            | Gf           | Gs           | G      | V      | N      | P      | Gf     | Gs     | DR  |
| ------------ | ----- | ------- | ------- | ------- | ------- | ------- | ------- | ------------ | ------------ | ------------ | ------------ | ------------ | ------------ | ------ | ------ | ------ | ------ | ------ | ------ | --- |
| Serie A      | 47    | 17      | 11      | 5       | 1       | 40      | 15      | 17           | 7            | 6            | 4            | 17           | 13           | 34     | 18     | 11     | 5      | 57     | 28     | +29 |
| Coppa Italia | -     | 6       | 6       | 0       | 0       | 11      | 0       | 8            | 4            | 1            | 3            | 13           | 11           | 14     | 10     | 1      | 3      | 24     | 11     | +13 |
| Coppa UEFA   | -     | 6       | 5       | 1       | 0       | 10      | 1       | 6            | 1            | 4            | 1            | 8            | 9            | 12     | 6      | 5      | 1      | 18     | 10     | +8  |
| Totale       | -     | 29      | 22      | 6       | 1       | 61      | 16      | 31           | 12           | 11           | 8            | 38           | 33           | 60     | 34     | 17     | 9      | 99     | 49     | +50 |

### Andamento in campionato
| Giornata  | 1 | 2 | 3 | 4 | 5 | 6 | 7 | 8 | 9 | 10 | 11 | 12 | 13 | 14 | 15 | 16 | 17 | 18 | 19 | 20 | 21 | 22 | 23 | 24 | 25 | 26 | 27 | 28 | 29 | 30 | 31 | 32 | 33 | 34 |
| --------- | - | - | - | - | - | - | - | - | - | -- | -- | -- | -- | -- | -- | -- | -- | -- | -- | -- | -- | -- | -- | -- | -- | -- | -- | -- | -- | -- | -- | -- | -- | -- |
| Luogo     | C | T | C | T | C | T | C | C | T | C  | T  | T  | C  | T  | C  | T  | C  | T  | C  | T  | C  | T  | C  | T  | T  | C  | T  | C  | C  | T  | C  | T  | C  | T  |
| Risultato | V | P | V | V | N | V | V | V | V | V  | P  | V  | N  | N  | V  | V  | V  | N  | V  | N  | V  | N  | P  | N  | V  | V  | N  | N  | V  | P  | N  | P  | N  | V  |
| Posizione | 1 | 7 | 4 | 3 | 3 | 2 | 2 | 2 | 2 | 2  | 2  | 2  | 2  | 2  | 2  | 2  | 2  | 2  | 2  | 2  | 2  | 2  | 2  | 2  | 2  | 2  | 2  | 2  | 2  | 2  | 2  | 2  | 2  | 2  |

Fonte: http://calcio-seriea.net/allenatori_squadra/1988/970/
Legenda:

Luogo: C = Casa; T = Trasferta. Risultato: V = Vittoria; N = Pareggio; P = Sconfitta.

### Statistiche dei giocatori
| Giocatore      | Serie A  | Serie A | Serie A     | Serie A    | Coppa Italia | Coppa Italia | Coppa Italia | Coppa Italia | Coppa UEFA | Coppa UEFA | Coppa UEFA  | Coppa UEFA | Totale   | Totale | Totale      | Totale     |
| Giocatore      | Presenze | Reti    | Ammonizioni | Espulsioni | Presenze     | Reti         | Ammonizioni  | Espulsioni   | Presenze   | Reti       | Ammonizioni | Espulsioni | Presenze | Reti   | Ammonizioni | Espulsioni |
| -------------- | -------- | ------- | ----------- | ---------- | ------------ | ------------ | ------------ | ------------ | ---------- | ---------- | ----------- | ---------- | -------- | ------ | ----------- | ---------- |
| Alemao         | 16       | 3       | ?           | ?          | 10           | 1            | ?            | ?            | 8          | 1          | ?           | ?          | 34       | 5      | ?           | ?          |
| T. Bigliardi   | 9        | 0       | ?           | ?          | 6            | 0            | ?            | ?            | 3          | 0          | ?           | ?          | 18       | 0      | ?           | ?          |
| A. Bucciarelli | 2        | 0       | ?           | ?          | -            | -            | -            | -            | -          | -          | -           | -          | 2        | 0      | 0+          | 0+         |
| A. Carannante  | 29       | 1       | ?           | ?          | 14           | 2            | ?            | ?            | 10         | 0          | ?           | ?          | 53       | 3      | ?           | ?          |
| Careca         | 30       | 19      | ?           | ?          | 10           | 2            | ?            | ?            | 12         | 6          | ?           | ?          | 52       | 27     | ?           | ?          |
| A. Carnevale   | 28       | 13      | ?           | ?          | 10           | 4            | ?            | ?            | 8          | 3          | ?           | ?          | 46       | 20     | ?           | ?          |
| G. Corradini   | 32       | 0       | ?           | ?          | 14           | 1            | ?            | ?            | 12         | 0          | ?           | ?          | 58       | 1      | ?           | ?          |
| M. Crippa      | 31       | 2       | ?           | ?          | 10           | 0            | ?            | ?            | 10         | 0          | ?           | ?          | 51       | 2      | ?           | ?          |
| F. De Napoli   | 30       | 2       | ?           | ?          | 11           | 0            | ?            | ?            | 9          | 0          | ?           | ?          | 50       | 2      | ?           | ?          |
| R. Di Fusco    | 3        | -1      | ?           | ?          | 4            | -1           | ?            | ?            | -          | -          | -           | -          | 7        | -2     | 0+          | 0+         |
| G. Di Rocco    | 2        | 0       | ?           | ?          | 4            | 0            | ?            | ?            | -          | -          | -           | -          | 6        | 0      | 0+          | 0+         |
| M. Ferrante    | 1        | 0       | ?           | ?          | -            | -            | -            | -            | -          | -          | -           | -          | 1        | 0      | 0+          | 0+         |
| C. Ferrara     | 27       | 0       | ?           | ?          | 8            | 0            | ?            | ?            | 12         | 1          | ?           | ?          | 47       | 1      | ?           | ?          |
| M. Filardi     | 12       | 0       | ?           | ?          | 8            | 0            | ?            | ?            | -          | -          | -           | -          | 20       | 0      | 0+          | 0+         |
| G. Francini    | 26       | 1       | ?           | ?          | 12           | 1            | ?            | ?            | 11         | 2          | ?           | ?          | 49       | 4      | ?           | ?          |
| L. Fusi        | 31       | 0       | ?           | ?          | 14           | 0            | ?            | ?            | 11         | 0          | ?           | ?          | 56       | 0      | ?           | ?          |
| S. Giacchetta  | 3        | 1       | ?           | ?          | 5            | 0            | ?            | ?            | 2          | 0          | ?           | ?          | 10       | 1      | ?           | ?          |
| G. Giuliani    | 32       | -27     | ?           | ?          | 10           | -10          | ?            | ?            | 12         | -10        | ?           | ?          | 54       | -47    | ?           | ?          |
| D. Maradona    | 26       | 9       | ?           | ?          | 12           | 7            | ?            | ?            | 12         | 3          | ?           | ?          | 50       | 19     | ?           | ?          |
| M. Neri        | 11       | 2       | ?           | ?          | 6            | 1            | ?            | ?            | 1          | 0          | ?           | ?          | 18       | 3      | ?           | ?          |
| C. Portaluri   | 2        | 0       | ?           | ?          | -            | -            | -            | -            | -          | -          | -           | -          | 2        | 0      | 0+          | 0+         |
| A. Renica      | 28       | 2       | ?           | ?          | 12           | 2            | ?            | ?            | 12         | 1          | ?           | ?          | 52       | 5      | ?           | ?          |
| F. Romano      | 15       | 1       | ?           | ?          | 7            | 2            | ?            | ?            | 3          | 0          | ?           | ?          | 25       | 3      | ?           | ?          |